# Heodes armeniaca
Heodes armeniaca är en fjärilsart som beskrevs av Bang-haas 1906. Heodes armeniaca ingår i släktet Heodes och familjen juvelvingar. Inga underarter finns listade i Catalogue of Life.